# محافظة مالية
المحافظة المالية أو السياسة المالية المُحافظة، يشار إليها أيضًا بالرأسمالية المحافظة  والاقتصاد المحافظ والتحفظ الاقتصادي، هي فلسفة سياسية واقتصادية تتعلق بالسياسة المالية والمسؤولية المالية تدعو إلى تخفيض الضرائب والإنفاق الحكومي المُخفّض والحد الأدنى من الديون الحكومية. إن التجارة الحرة، وتحرير الاقتصاد، وتخفيض الضرائب والخصخصة هي السمات المميزة للمالية المحافظة. تتبع المالية المحافظة نفس النظرة الفلسفية لـ الليبرالية الكلاسيكية والليبرالية الاقتصادية. تعود أصول هذا المصطلح في عصر الصفقة الجديدة خلال ثلاثينيات القرن العشرين كنتيجة للسياسات التي بدأها الليبراليون الحديثون، عندما بدأ العديد من الليبراليين الكلاسيكيين يسمون أنفسهم محافظين لأنهم لم يرغبوا في أن يُحكم عليهم حسب ما كان يمر بالليبرالية. 
في الولايات المتحدة، أصبح مصطلح الليبرالية مرتبطًا بدولة الرفاهية والسياسات التنظيمية الموسعة التي أُنشئت نتيجة للصفقة الجديدة وفروعها بدءًا من ثلاثينيات القرن العشرين وما بعدها. يشكل المحافظون الماليون أحد الأرجل الثلاثة للحركة المحافظة التقليدية التي ظهرت خلال الخمسينيات مع المحافظة الاجتماعية والدفاع الوطني المحافظ. يميل العديد من الأمريكيين الليبراليين الكلاسيكيين أيضًا إلى تحديد أنهم تحرريون، ويتمتعون بآراء ليبراليّة اجتماعيًا أكثر ويدعون إلى سياسة عدم التدخل الخارجية مع دعم تخفيض الضرائب وتقليل الإنفاق الحكومي. 
في كندا والمملكة المتحدة والعديد من البلدان الأخرى الناطقة بالإنجليزية، ترتبط هذه السياسة بالأحزاب المحافظة. في ألمانيا والدول الأوروبية الأخرى، ترتبط بالأحزاب الليبرالية الكلاسيكية أو الاقتصادية. 

## نظرة عامة

### مبادئ
المالية المحافظة هي الفلسفة الاقتصادية للحكمة في الإنفاق الحكومي والديون. يدافع الماليون المحافظون عن تجنب الإنفاق بالعجز (العجز في الميزانية)، وخفض الإنفاق الحكومي العام والديون العامة مع ضمان الميزانيات المتوازنة. وبعبارة أخرى، فإن الماليين المحافظين يعارضون توسع الحكومة بما يتجاوز إمكانياتها من خلال الديون، لكنهم عادة ما يختارون الدين على زيادة الضرائب.

في نشرة تأملات حول الثورة في فرنسا، زعم إدموند بورك بأن الحكومة ليس لديها الحق في مراكمة ديون كبيرة ثم إلقاء العبء على دافعي الضرائب: 
إنه بالنسبة لممتلكات المواطن، وليس لمطالب الدائن للدولة، أن التعهد الأول والأصلي للمجتمع المدني يكون مضمون. إن مطالبة المواطن سابقة بمرور الوقت، وأسمى في الملكية، ومتفوقة في الإنصاف. ثروات الأفراد، سواء كانت حيازة أو عن طريق النسب أو بحكم المشاركة في سلع بعض المجتمع، لم تكن جزءًا من ضمان الدائن، صريحًا أو ضمنيًا. [...] لا يمكن للجمهور، سواء كان ممثلًا بملك أو بمجلس شيوخ، أن يضمن أي شيء سوى الملكية العامة؛ ولا يمكن أن يكون لها ملكية عامة إلا في ما تستمد من فرض عادل ومتناسب على المواطنين عمومًا. 

### الفئات أو المجموعات الفرعية
على الرغم من أن جميع الماليين المحافظين يتفقون بشكل عام على حكومة أصغر وأقل تكلفة، إلا أن هناك خلافات حول الأولويات. هناك ثلاث فئات رئيسية أو مجموعات فرعية كل منها يدعو إلى التركيز بشكل خاص. يؤكد صقور العجز على موازنة الميزانيات الحكومية وخفض حجم الدين الحكومي، معتبرين الدين الحكومي مدمرًا اقتصاديًا ومريبًا من الناحية الأخلاقية لأنه ينقل الالتزامات إلى الأجيال القادمة الذين لم يكن لهم أي دور في قرارات الضرائب والإنفاق في الوقت الحاضر. صقور العجز على استعداد للنظر في زيادة الضرائب إذا استُخدمت الإيرادات الإضافية لخفض الديون بدلًا من زيادة الإنفاق.
حددت مجموعة ثانية تركيزها الرئيسي على التخفيضات الضريبية بدلاً من قطع الإنفاق أو تخفيض الديون. يتبنى الكثير أفكار اقتصاد الموارد الجانبية، بحجة أنه مع تثبيط الضرائب المرتفعة للنشاط الاقتصادي والاستثمار، ستؤدي التخفيضات الضريبية إلى نمو اقتصادي يؤدي بدوره إلى ارتفاع الإيرادات الحكومية. وفقًا لهم، فإن هذه الإيرادات الحكومية الإضافية من شأنها أن تقلل من الديون على المدى الطويل. كما أنهم يجادلون في تخفيض الضرائب حتى لو أدى ذلك إلى زيادة العجز على المدى القصير. دعا بعض أتباع اقتصاد الموارد الجانبية إلى أن الزيادات في الإيرادات من خلال التخفيضات الضريبية تجعل التخفيضات الكبيرة في الإنفاق غير ضرورية. ومع ذلك، أفاد مكتب الميزانية في الكونجرس باستمرار أن تخفيض ضريبة الدخل يزيد من العجز والديون ولا يدفع ثمنها. على سبيل المثال، قدر مكتب الميزانية في الكونجرس أن تخفيضات بوش الضريبية أضافت نحو 1.5 تريليون دولار إلى العجز والديون من 2002 إلى 2011 وكان من الممكن أن تضيف ما يقرب من 3 تريليون دولار إلى العجز والديون خلال العقد 2010-2019 إذا توسّعت بالكامل على جميع مستويات الدخل.
المجموعة الثالثة لا تميز إلا قليلاً بين الدين والضرائب. تؤكد هذه المجموعة على تخفيض الإنفاق بدلاً من سياسة الضرائب أو تخفيض الديون. يجادلون بأن التكلفة الحقيقية للحكومة هي مستوى الإنفاق وليس كيف يُموّل هذا الإنفاق. كل دولار تنفقه الحكومة هو دولار مأخوذ من العمال الأمريكيين، بغض النظر عما إذا كان من الدين أو الضرائب. تقوم الضرائب ببساطة بإعادة توزيع القوة الشرائية، وتقوم بذلك بطريقة غير فعّالة بشكل خاص، مُقللةً الحوافز على الإنتاج أو التوظيف والاقتراض أي ببساطة تجبر الشركات والمستثمرين على توقع ضرائب أعلى في وقت لاحق.

## التاريخ

### منذ أوائل القرن العشرين حتى منتصفه
مطلع القرن العشرين، غالبًا ما كان المحافظون الماليون على خلاف مع التقدميين الذين كانوا يرغبون بإصلاح اقتصادي. خلال عشرينيات القرن العشرين، يعود الفضل في الفترة الناجحة من النمو الاقتصادي التي عُرفت بالعشرينيات الهادرة إلى السياسات الاقتصادية المؤيدة للأعمال التجارية التي أقرها الرئيس الجمهوري كالفين كوليدج. إلا أن إجراءاته ربما كانت نتيجة لمفهوم فيدرالي أكثر منه محافظة مالية كما يشير روبرت سوبل: «بصفته حاكمًا لماساتشوستس، دعم كوليدج قانون الأجور وساعات العمل وعارض عمالة الأطفال وفرض قيودًا اقتصادية خلال الحرب العالمية الأولى وأيد إجراءات السلامة في المصانع، وحتى تمثيل العمال في مجالس إدارة الشركات».
خلافًا للرأي الشائع، لم يكن الرئيس الجمهوري آنذاك هربرت هوفر محافظًا ماليًا. أيد الرئيس تدخل الحكومة خلال بداية الكساد الكبير، وهي سياسة تواصلت وتنامت في عهد خلفه الرئيس الديمقراطي فرانكلين دي. روزفلت على الرغم من حملته الرئاسية المناقضة لذلك. عادة ما تتناقض سياسات كوليدج الاقتصادية مع العجز في الإنفاق في الصفقة الجديدة التي أقرها روزفلت وكانت معارضة الحزب الجمهوري لإنفاق حكومة روزفلت قضية موحدة لتجمع كبير للجمهوريين خلال حتى رئاستي هاري إس. ترومان ودوايت دي. آيزنهاور. كان باري غولدووتر مدافعًا شهيرًا عن كل من الجمهوريين المحافظين ماليًا واجتماعيًا.
في عام 1977، عين الرئيس الديمقراطي جيمي كارتر ألفرد إي. كان، وهو أستاذ جامعي في الاقتصاد في جامعة كورنل، ليكون رئيسًا لمجلس الطيران المدني. وقد كان جزءًا من حملة لرفع القيود عن الصناعة نالت دعم كبار الاقتصاديين ومؤسسات البحث الكبيرة في واشنطن وتحالف مجتمع مدني مؤيد الإصلاح (على غرار تحالف طُور مسبقًا من أجل جهود إصلاح الشاحنات والسكك الحديدية)، ورئيس الهيئة التنظيمية وقيادة مجلس الشيوخ وإدارة الرئيس كارتر وحتى البعض في صناعة شركات الطيران. نال هذا التحالف على الفور نتائج تشريعية في عام 1978.
وقّع الرئيس جيمي كارتر قانون رفع القيود عن شركات الطيران في 24 أكتوبر 1978. كان الهدف الرئيسي من القانون رفع قيود الحكومة عن الأجور والطرق ودخول السوق لشركات الطيران الجديدة من الطيران التجاري. كان من المقرر إلغاء صلاحيات مجلس الطيران المدني في فرض القيود، مما أتاح لقوى السوق أن تحدد الطرق والأجور في نهاية المطاف. لم يلغِ القانون أو يقلل من الصلاحيات التنظيمية التي تمتعت بها إدارة الطيران الفيدرالي على كل نواحي أمان شركات الطيران. في عام 1979، رفع كارتر القيود على صناعة الجعة الأمريكية من خلال تشريع بيع الملت وعشبة الدينار والخميرة لمصنعي الجعة المحلية الأمريكيين للمرة الأولى منذ البداية الفعلية لحظر الكحوليات في الولايات المتحدة عام 1920.